# Ángel Lozano Zorita
Ángel Lozano Zorita (Salamanca, 1 de març de 1960) és un exfutbolista i entrenador castellanolleonès. Ocupava la posició de porter.

## Trajectòria
Lozano va debutar en primera divisió amb la UD Salamanca, jugant set partits de la 82/83. A l'any següent sumaria fins a 28, però el seu equip baixaria a Segona.
Posteriorment fitxaria pel Reial Valladolid, on va romandre entre 1988 i 1994. Al conjunt val·lisoletà va combinar temporades de titular absolut, amb altres de suplència. La temporada 91/92, va ser cedit al Real Burgos, que jugava a Segona Divisió.
L'estiu de 1994 deixa el Valladolid i passa al CD Badajoz, amb qui disputaria 47 partits abans de penjar les botes el 1996.
Després de la seua retirada, Lozano ha exercit d'entrenador de porters en equips com la UD Salamanca.